# Enyalios-Heiligtum von Mykene

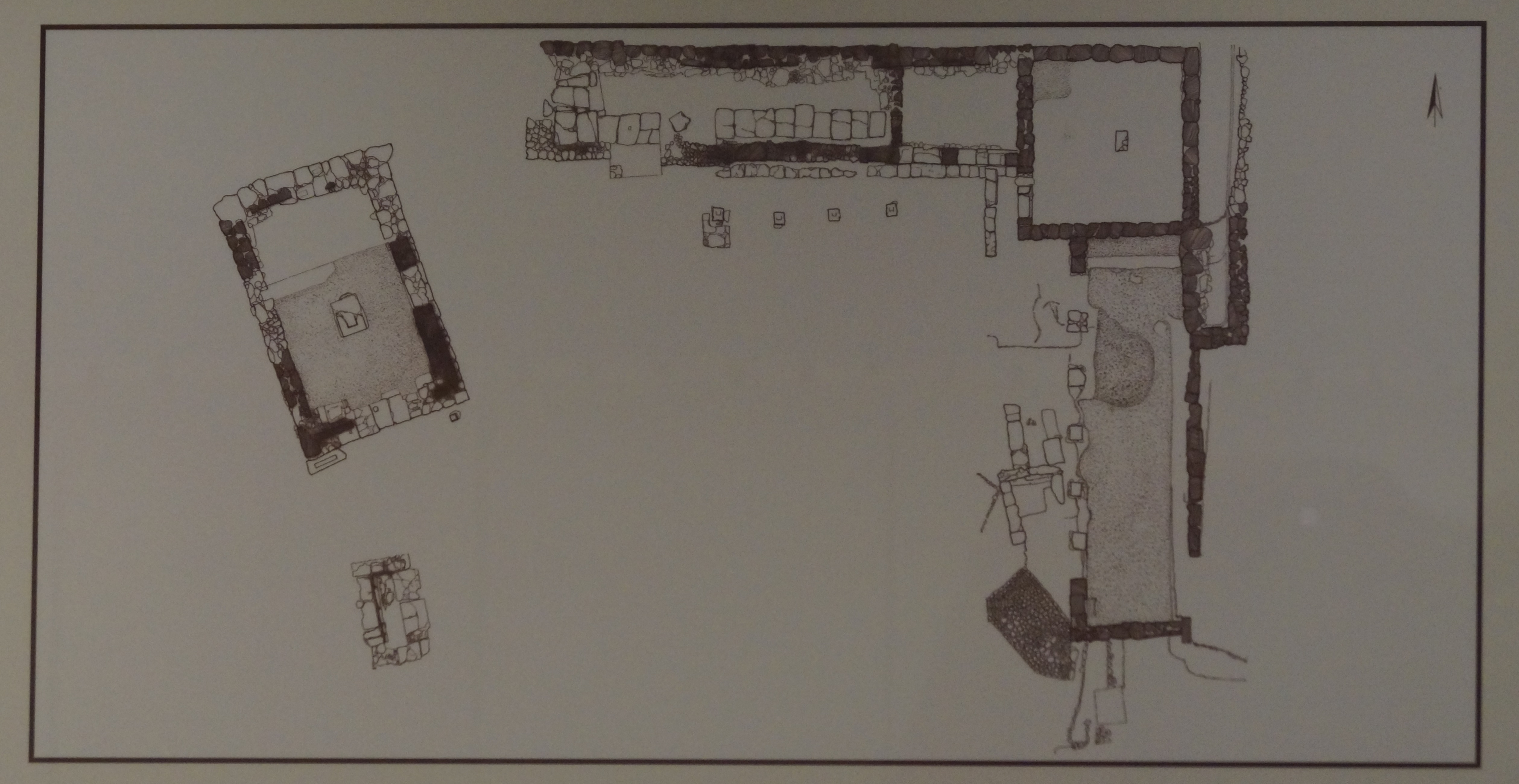
Plan des Heiligtums

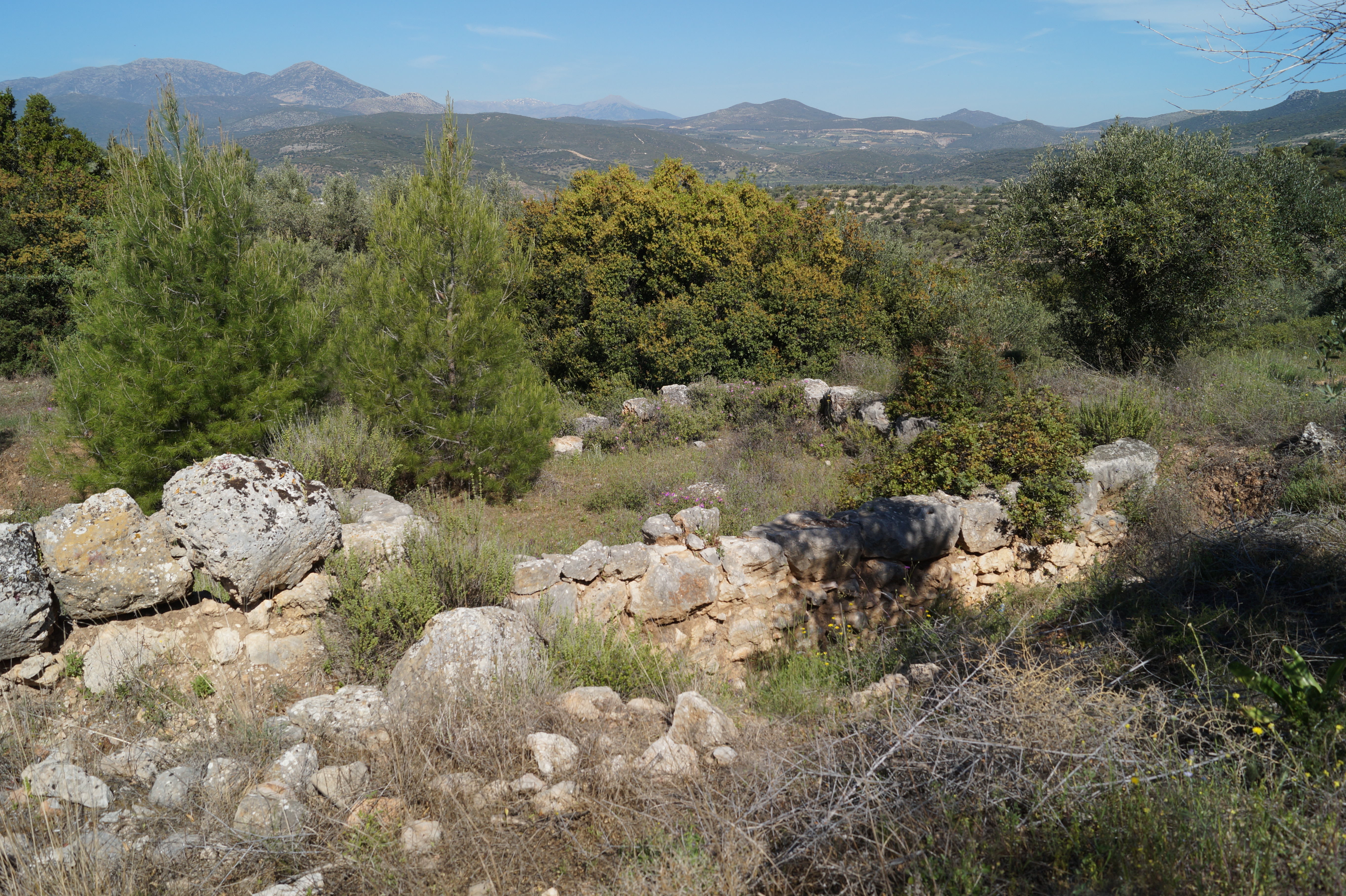
Eckraum des Nebengebäudes

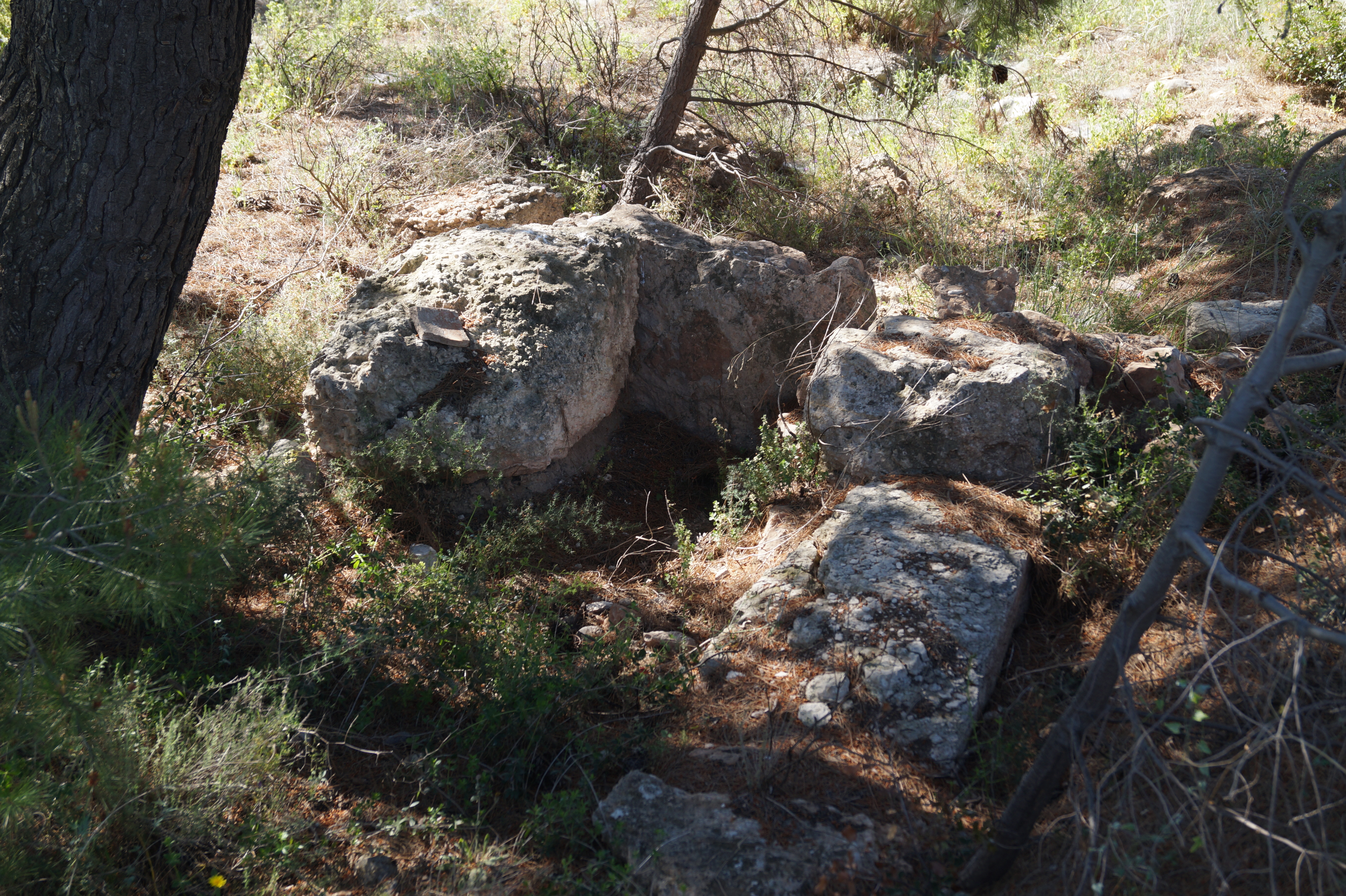
Spätgeometrischer oder früharchaischer Altar

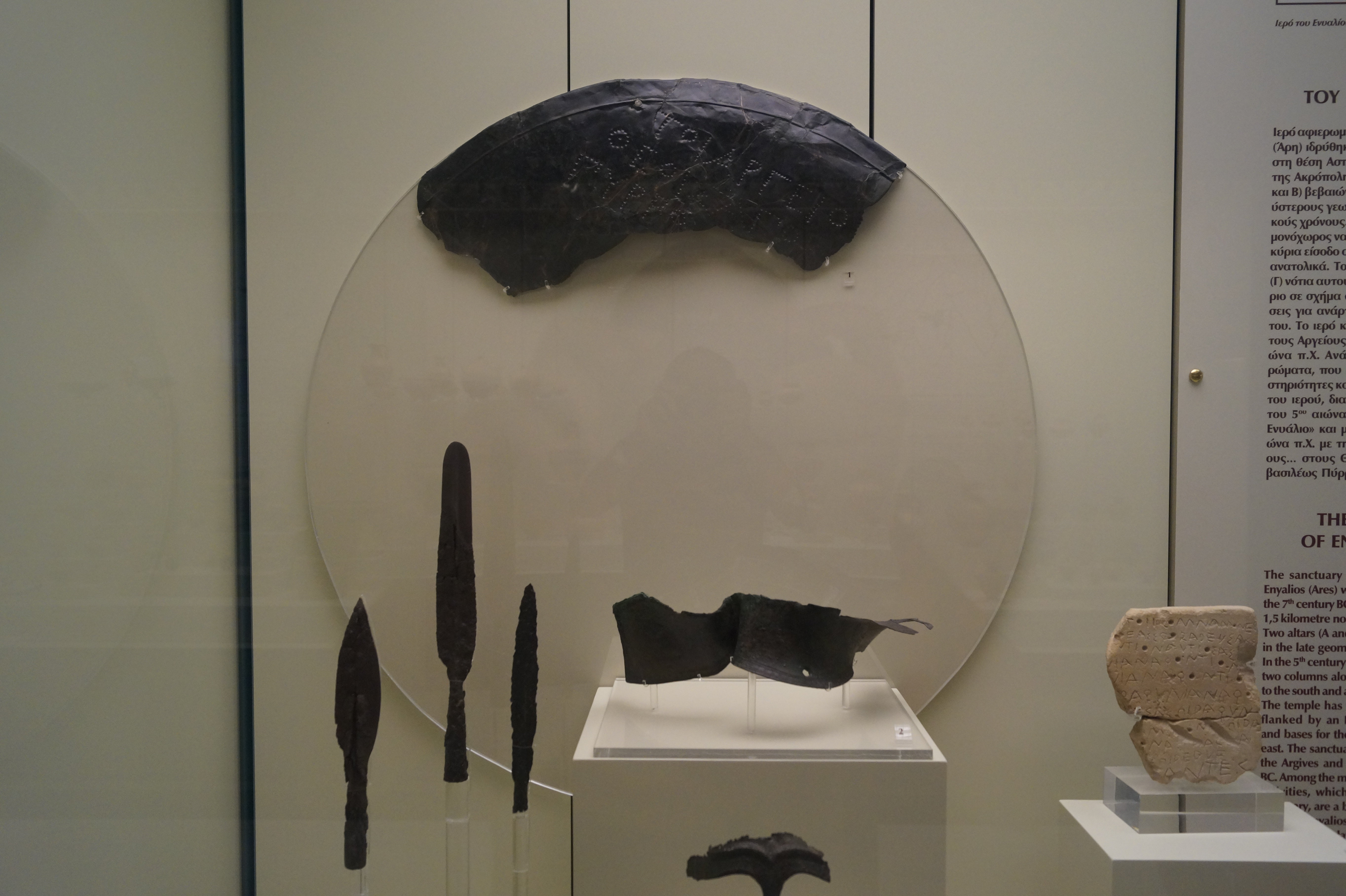
Bronzeschild, Wangenteil eines Bronzehelmes und Weihinschrift aus dem Heiligtum

Das Enyalios-Heiligtum von Mykene (griechisch Ιερό του Ενυάλιου των Μυκηνών (n. sg.)) war ein Heiligtum, das dem Gott Enyalios oder Ares Enyalios geweiht war, und lag etwa 1 km nördlich von Mykene.

## Entdeckung
Die Ruinen des Heiligtums wurden zwischen 1965 und 1967 von der American School of Classical Studies at Athens unter Leitung von T. Leslie Shear, Jr. oberhalb des mykenischen Friedhofs von Asprochoma entdeckt und ausgegraben. In den 1950er Jahren war bereits eine Weihinschrift (SEG XI, 298) in der Nähe aufgefunden worden, die diesem Heiligtum zugeordnet werden konnte. Das Auffinden eines Wangenteils eines Bronzehelmes mit der Inschrift "Für Enyalios" lieferte schließlich den Namen des dort verehrten Gottes.

## Beschreibung
Das Heiligtum bestand aus einem Tempel mit Nebengebäuden. Der Tempel war 8,50 m lang und 4,70 m breit, bestand nur aus einem Raum und war mit der Front in Richtung Mykene ausgerichtet. Der Haupteingang befand sich im Süden und ein 1,45 m breiter Seiteneingang im Osten in Richtung der Nebengebäude. Etwa in der Mitte des Tempels fand man eine Steinbasis, auf der vermutlich einst die Kultstatue stand. Etwa 5 m südlich des Tempels entdeckte man einen Altar Γ von 3,82 × 2,37 m. Das Nebengebäude war L-förmig mit einem Flügel im Norden und einem im Osten und umschloss so zusammen mit dem Tempel einen zentralen Hof. Der Ostflügel wurde von einem 13,95 m langen und 3,53 m breiten Portikus gebildet und hatte an seiner Westfront zum Hof hin 5 Säulen, wie die aufgefundenen Säulenbasen belegen. Westlich vor dem Portikus fand man zwei ältere Altäre Α + Β. Im Osten hinter dem Portikus fand man entsorgte Opfergaben, darunter einen Speerschuh und Speerspitzen aus Eisen und einen protokorinthischen Aryballos.
Die Nordostecke des Nebengebäudes bildete ein rechteckiger Raum von etwa 6 × 6,50 m und der Nordflügel war insgesamt 16,50 m lang und 3 m breit. Er war in einen 12,14 m langen Westraum und einen 4,40 m langen Ostraum eingeteilt. Im Hof vor dem Nordflügel fand man vier Basen aus Poros. Sie dienten als Sockel zum Aufstellen von Trophäen, die Enyalios geopfert wurden. Die Funde sind im Archäologischen Museum von Mykene ausgestellt. Östlich des Heiligtums, dort wo heute noch ein Feldweg entlang führt, lief damals die Straße von Mykene nach Korinth vorbei.

## Geschichte
Die ersten Altäre wurde in spätgeometrischer und früharchaischer Zeit Anfang des 7. Jahrhunderts v. Chr. errichtet. Der Tempel mit seinen Nebengebäuden wurde im 5. Jahrhundert v. Chr. Die Weihinschrift, die von Opfergaben durch Hieromnemonen berichtet, stammt vom Anfang des 5. Jahrhunderts v. Chr. Dieses Opfer stand vermutlich mit der Schlacht bei den Thermopylen oder der Schlacht von Plataiai in Zusammenhang. Als 468 v. Chr. Mykene von den Argivern zerstört wurde, wurde auch das Enyalios-Heiligtum verwüstet. Im 3. Jahrhundert v. Chr. wurde es jedoch wieder errichtet und der Kult fortgeführt. Aus dieser Zeit stammt ein geopferter Bronzeschild, auf dem sich eine Inschrift befand: Von den Arigivern an den Gott (von der Beute) des Königs Pyrrhos. Der Schild wurde also 272 v. Chr. als Dank für den Sieg über Pyrrhos I. an Enyalios geopfert. Im 2. Jahrhundert v. Chr. wurde der Tempel endgültig aufgegeben.